# Cade Mays
Cade Montgomery Mays (Knoxville, Tennessee, 26 de abril de 1999) más conocido como Cade Mays, es un jugador profesional estadounidense de fútbol americano que se desempeña en la posición de lineman en Carolina Panthers, equipo de la National Football League (NFL).

## Carrera
Fue seleccionado en la sexta ronda en la Reunión Anual de Selección de Jugadores de la NFL de 2022. Hizo su debut profesional con el equipo Carolina Panthers, donde lleva jugando dos temporadas.